# Administração Civil-Militar de Kherson
A Administração Civil-Militar de Kherson (em russo:  Херсонская военно-гражданская администрация, transl. Khersonskaya voyenno-grazhdanskaya administratsiya) foi um órgão executivo criado na zona de ocupação militar da Rússia no território do Oblast de Kherson, da Ucrânia, formada após a queda de Kherson e da maior parte do oblast, o que levou ao controle de facto da maioria dos territórios do oblast pelo governo russo e suas Forças Armadas.
Foi anexado pela Federação Russa em 30 de setembro de 2022, após referendo onde a população se mostrou amplamente favorável, adotando o nome oficial de "Oblast de Kherson".
A anexação do território pela Rússia, assim como o referendo usado para legitimá-lo, não foram reconhecidos como válidos pela maioria dos países do mundo, sendo o território do Oblast considerado como sendo de jure parte da Ucrânia. Em 12 de outubro de 2022, a Assembleia Geral das Nações Unidas aprovou uma resolução pedindo aos países que não reconhecessem o que descreveu como uma "tentativa de anexação ilegal" e exigiu que a Rússia  "se retire imediata, completa e incondicionalmente".

## História

### Império Russo
Pedro, o Grande, conseguiu se firmar no sul, na orla do Mar Negro, nas campanhas de Azov. Catarina II da Rússia completou a conquista do sul, tornando a Rússia a potência dominante na região após a Guerra Russo-Turca de 1768-1774. A Rússia infligiu algumas das derrotas mais pesadas já sofridas pelo Império Otomano, incluindo a Batalha de Chesma (5–7 de julho de 1770) e a Batalha de Kagul (21 de julho de 1770).

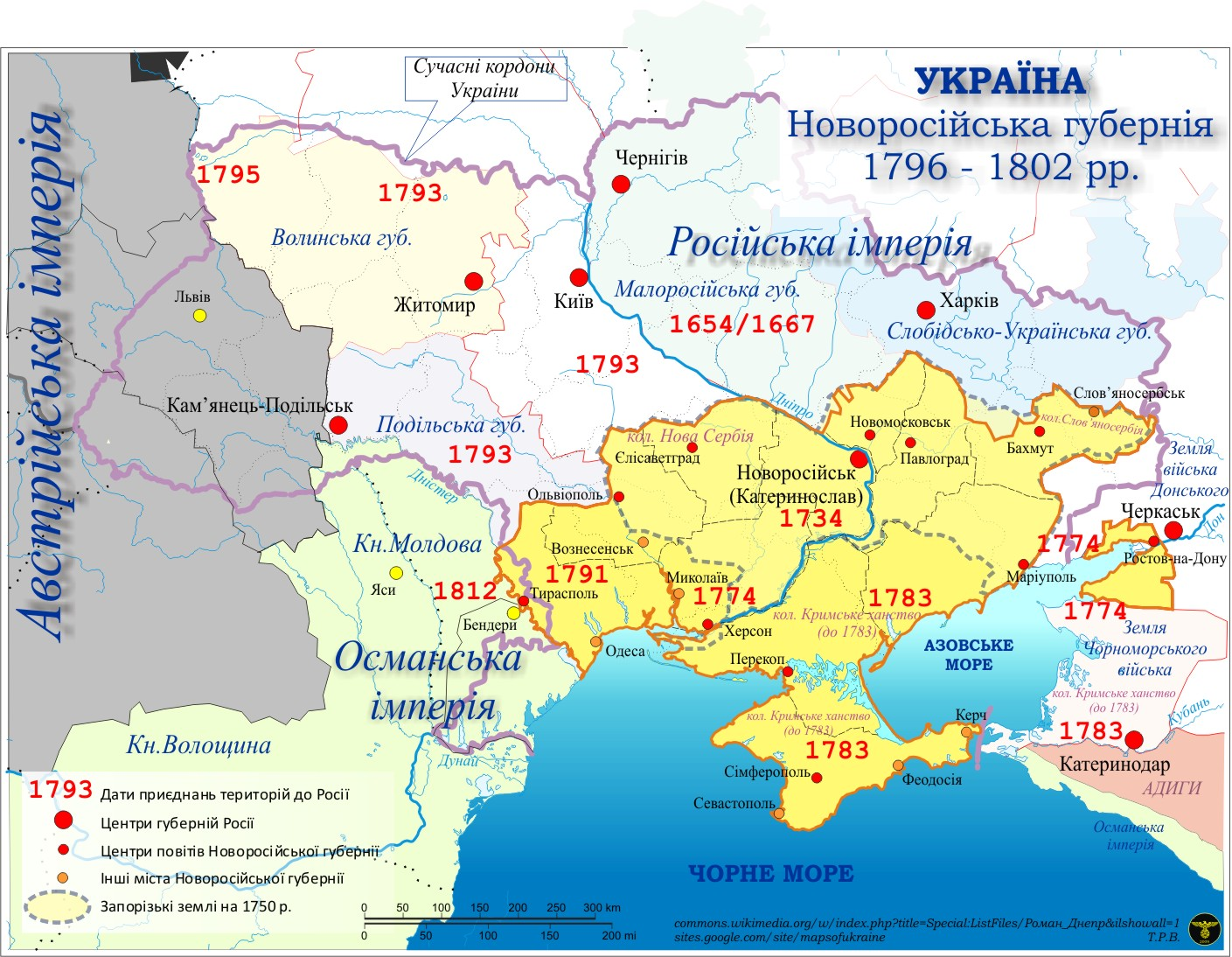
Catarina II estendeu as fronteiras da Rússia, incluindo a região do atual Oblast de Kherson.

As vitórias russas garantiram o acesso ao Mar Negro e permitiram ao governo de Catarina incorporar a região ao norte do Mar Negro, onde os russos fundaram as novas cidades de Odessa, Nikolayev, Yekaterinoslav (literalmente: "a Glória de Catarina") e Kherson. O Tratado de Küçük Kaynarca, assinado em 10 de julho de 1774, deu aos russos territórios em Azove, Querche, Yeni-kale, Kinburn e a pequena faixa da costa do Mar Negro entre os rios Dniepre e Bug. O tratado também removeu as restrições ao tráfego naval ou comercial russo no Mar de Azove, concedeu à Rússia a posição de protetora dos cristãos ortodoxos no Império Otomano e fez do Canato da Crimeia um protetorado da Rússia. O Conselho de Estado da Rússia em 1770 anunciou uma política em favor da eventual independência da Crimeia. Catarina nomeou Şahin Giray, um líder tártaro da Crimeia, para chefiar o estado da Crimeia e manter relações amistosas com a Rússia. Seu período de governo foi decepcionante após repetidos esforços para sustentar seu regime por meio da força militar e da ajuda monetária. Finalmente Catarina anexou o Canato da Crimeia em 1783. Em 1787, Catarina conduziu uma procissão triunfal na Crimeia, que ajudou a provocar a próxima Guerra Russo-Turca.
Os otomanos reiniciaram as hostilidades na Guerra Russo-Turca de 1787-1792. Esta guerra foi outra catástrofe para os otomanos, terminando com o Tratado de Jassy (1792), que legitimou a reivindicação russa à todo território do Canato da Crimeia e concedeu a região de Yedisan à Rússia.
No Império Russo, o território correspondente ao atual Oblast de Kherson fez parte de regiões administrativas como o Oblast de Táurida, Gubernia da Nova Russia, Gubernia de Táurida e Gubernia de Kherson.

### Incorporação à Ucrânia
Em 1922, no contexto da Guerra Civil Russa, a região foi formalmente incorporada à Ucrânia Soviética, uma república constituinte da União Soviética. Em 30 de março de 1944, por decreto do Presidium do Soviete Supremo da URSS, o Oblast de Kherson é criado nos moldes modernos.
Com o colapso da União Soviética em 1991, a região passou a fazer parte de uma Ucrânia independente.
Após os eventos do Euromaidan e a deposição do Presidente Viktor Ianukovytch, denunciada como golpe de estado, a região foi palco de protestos pró-Russia.

### Combate e reanexação pela Rússia
Em 24 de fevereiro, tem início Guerra Russo-Ucraniana.  O começo da guerra resultou em várias vitórias russas, com a batalha pela capital Kherson durando seis dias, período em que foram registrados intensos combates até a total captura da cidade em 2 de março e da ocupação militar da maior parte do oblast.
Em 6 de maio, o Coronel das Forças Armadas da Federação Russa, Viktor Bedrik, Comandante Militar do Oblast de Kherson, emitiu uma ordem declarando que o alojamento dos ucranianos que partem será dado aos militares russos para alojamento. Segundo os moradores locais, os soldados russos percorrem os apartamentos com armas e detêm homens.
Em março, tropas russas tomaram instalações de transmissão de televisão e, em maio, comunicações pela Internet.
No início de abril, no território do Oblast de Kherson, as tropas russas começaram a substituir as bandeiras ucranianas pelas russas.

Situação do Oblast de Kherson
Território sob o controle russo
Território sob o controle ucraniano

Em 26 de abril, a conselho municipal ucraniano, chefiada por Igor Kolykhaev, foi apreendido por tropas russas. O chefe da administração regional militar de Kherson, Gennady Laguta, informou que depois que o conselho da cidade foi forçado a deixar suas instalações, os militares russos realizaram uma reunião na qual Vladimir Saldo foi nomeado "chefe da administração regional de Kherson".
Em maio de 2022, a Rússia declarou sua intenção de anexar o Oblast de Kherson.  Em setembro de 2022, a administração russa no oblast realizou um referendo sobre a anexação. Em 30 de setembro de 2022, a Rússia declarou que havia anexado o oblast de Kherson, incluindo partes do oblast que não controlava na época.  Ao mesmo tempo (30 de setembro de 2022), a Rússia declarou que duas pequenas áreas do Oblast de Mykolaiv foram anexadas ao Oblast de Kherson. Essas duas áreas são a cidade de Snihurivka e seus arredores, bem como a parte externa da Península de Kinburn.
Depois de muitos ataques contra alvos militares russos, a Ucrânia anunciou o início de uma contra-ofensiva em grande escala na região, em 29 de agosto de 2022.
Durante o processo de evacuação para a margem esquerda do Dniepre, completo com a evacuação da cidade de Kherson em 9 de novembro de 2022, o centro administrativo russo foi transferido para Henichesk. A Rússia ainda reivindica Kherson como a capital oficial.
Forças ucranianas retomaram o controle da capital regional, Kherson, em 11 de novembro de 2022.

### Assassinatos de membros da Administração
Em 24 de junho de 2022, Dmitry Savluchenko, Diretor do Departamento de Juventude e Esportes, morreu em uma explosão de carro em Kherson. Ele era conhecido por suas atividades pró-Rússia antes do início da guerra. O conselheiro do chefe da administração militar regional de Kherson, Sergei Khlan, disse que Savluchenko foi morto por guerrilheiros ucranianos.

## Geografia
A região de Kherson está localizada na zona das estepes e também é dividida pelas regiões mais baixas do rio Dniepre em duas partes — da margem direita e da margem esquerda. Existem 19 rios na região, os maiores são Dniepre e Ingulets. O comprimento dos rios — 178 km e 180 km.
A região faz fronteira geográfica com o norte com a região de Dnipropetrovsk, com a península da Crimeia no sul, no leste com Zaporíjia e no oeste com a região de Nikolaev. A região de Kherson tem acesso ao mar de Azov a partir do sudeste e ao mar Negro a partir do sudoeste, o que abre um grande potencial no setor de turismo e transporte de navios.
Os portos do Mar Negro são Kherson e Skadovsk.
O Oblast de Kherson está dividido em 5 distritos, 18 municípios distritais, 2 municípios, bem como 298 assentamentos.

## Governo
De acordo com a Lei Constitucional Federal nº 8-FKZ, Sobre a Adesão da Região de Kherson à Federação Russa e o Estabelecimento de uma Nova Entidade Constituinte da Federação Russa, a Região de Kherson, datada de 4 de outubro de 2022, eleições para a Duma Regional de Kherson (órgão legislativo) realizaram-se em setembro de 2023 e foram eleitos 36 deputados.
O poder legislativo da região de Kherson é exercido pelo governador da região de Kherson, pelo seu governo e outras autoridades legislativas da região.
O governador da região de Kherson é eleito por cinco anos pelos deputados da Duma Regional de Kherson. O mandato do atual titular termina em setembro de 2028.

## Economia e Recursos Naturais
A região de Kherson possui uma indústria de processamento avançada e um setor agrícola. Trigo de alta qualidade, milho, arroz e girassóis predominam na produção agrícola. Legumes, melões e uvas são cultivados em grandes áreas de terras irrigadas.
A pecuária da região concentra-se na avicultura e na suinocultura.